# ツァイニャオ
ツァイニャオ（簡体字: 菜鸟网络、繁体字: 菜鳥網路、正式名称: 菜鸟网络科技有限公司 英語: Cainiao Smart Logistics Network Limited）は、中華人民共和国の物流会社。アリババグループとして発足している。日本国内ではその漢字表記から「ナトリ」とも呼ばれる。世界230箇所に倉庫を抱え、224ヵ国に配送を行い、一日あたり1億個の貨物を取り扱う。

## 概要
中国国内のEC需要が機縁する膨大な物流負担に対応するためアリババを中心に中国国内の複数の物流企業や運送会社と共同で2013年に設立された。物流会社ではあるが、自社でトラックなどの運行は行っておらず、きめ細かな物流ネットワークの構築やデータ共有による最適化を行い物流効率を向上させることで中国全土で24時間以内、全世界72時間以内の配送を完了させることを目標とした物流プラットフォームとしての運用を目的に設立が行われている。
順豊エクスプレス、円通速逓（YTOエクスプレス）、申通快逓（STOエクスプレス）といった中華人民共和国の宅配業者大手と「中国智能物流骨幹網（CSN）」を構築し、運用している。CSNは中華人民共和国内の荷物の70%を処理している。CSNに加入する企業のトラックや倉庫の稼働状況データを収集する共に分析を行い、担当を自動的に振り分ける、企業間での荷物の送り状を電子化するなど、ITを用いて、特定の宅配会社に集配業務が集中しないよう、コスト削減や配送時間の短縮といった効率化を実現している。日本通運もCSNと提携を行っているが、CSNによって中華人民共和国と日本間の電子商取引においては配送費が3割抑えられているとされる。
新型コロナウイルスに対するワクチンの開発を行う国内医療品メーカーとワクチン輸送に関し協議を行っている。各種ワクチンは厳重な温度管理が必要とされ、深圳から中東を経由しアフリカに送付するためのコールドチェーン航空貨物サービスの開始を行っている。

## 設立の経緯
EC最大手であるアリババグループは取り扱い量は順調に拡大していたものの、その配送（物流）は全て外部に委託しており、毎年開催される大型セール日である「独身の日」の年々増える莫大な注文によって物流企業や運送会社がその一気に増えた物量を捌ききれなかったため「爆倉」と呼ばれる宅配会社の倉庫が依頼品で物理的に満杯になり混乱をきたす物流崩壊を起こしていた。業界2位である家電を中心とした京東商城は自社で物流会社を運営していたため、アリババグループのEC2社よりも商品の配送に関する品質が上回っている状況であった。なお、この高品質な配送サービスの提供により後発組ではあったが京東商城は売り上げを大きく伸ばすことに成功している。2017年には京東商城の物流部門を「京東物流」として子会社化し、この配送サービス網を自社以外にも開放している。京東商城の動きに対し物流には進出しないと公言していた馬雲は考えを改め、この状況を打開するため2008年に運送会社である百世快递（ベストエキスプレス）への投資を皮切りに物流事業に注力している。この結果、2016年以降、独身の日で物流崩壊を起こすことは無くなり、10日以上掛かっていた配送は3～4日程度にまで短縮されている。
2013年「物流企業がやらないことをやる」を企業ポリシーに3,000億元（約5兆3000億円）の巨費を投じて設立され、アマゾンでグローバル・ロジスティクス・ディレクターとして国際物流業務を担当していた万霖（ワンリン）が2014年に副社長として入社。荷物のトレーサビリティ確立から始まり、宛名書きのデジタル化や運送会社毎に違っていた書式の標準化を行う。次に建設ラッシュなどで実態に則していなかった住所を戸籍だけでなく配達員の見地などを含めた独自の住所データベース化を行ったことで正確かつ最短距離での配送指示が可能となった。建物の位置までを特定する第4級データベースは既に完成しているが、建物のどの位置に目標となる部屋が存在するのかを判別する第5級データベースをアリババ傘下のマッピングサービス企業である高徳地図と共同で開始している。大手百貨店の店内図のデータ化は済んでおり、今後商業圏やビルなど全てのデータ化を終えることで自動で最短のルート設定が可能となる。
また、再配達の問題を解決するため地域毎に宅配物を預かる「菜鳥ステーション」の構築を行う。これは宅配スマートロッカーのみだけでなく、申請を行い登録された個人事業者が同サービスを提供することができ、取り扱う個数により手数料収入を得られるシステムとなっている。2017年時点で20万6千基が設置済であり、中国政府が第十三次五カ年規画で普及に関し言及したことで、2020年までに77万2千基の設置が計画されている。この他、無人地上車両（UGV）を採用した倉庫の自動化や人工知能（AI）を利用した段ボールサイズの選定、ドローン宅配便や自立式の自動配送車などの取り組みも行われている。
2018年には馬雲が次世代物流戦略である「スマートロジスティックサミット」を開催しており、1,000億元（約1兆7000億円）の費用を掛けた一日辺り10億個の処理能力体制の構築を発表。2020年の独身の日には700便にも上るチャーター機を手配したほか、11日間で23億個を処理するまでに能力は向上している。新たな取り組みとして、アリババグループの生鮮食品スーパーである盒馬鮮生（フーマー）での30分配送、24時間配送などの新たな目標を掲げており事業を開始している。

## 沿革
2013年にアリババと大手物流企業や複数の大手運送会社が出資して設立された。
2016年にはシンガポール政府投資公社、テマセク・ホールディングス、カザナ・ナショナル、Primavera Capital Group（中華人民共和国）などから投資を受けた。金額は明らかにされていないが、調達額は15億ドルと見られている。
2018年6月6日、全世界72時間配送に向けた香港国際空港に世界最大規模となるスマートロジスティクスセンターの建設を行うため、中国国際航空とYTOエキスプレスでの合弁企業設立を行う。
2019年11月8日、アリババグループはツァイニャオに対し233億元（約3600億円）の再投資を行っており、株式保有率は51%から63%へと増加している。
2020年11月5日、マレーシアのクアラルンプール国際空港にEC専用の配送拠点の開設を行う。
2020年11月11日、東京、横浜、大阪、神戸に物流拠点を開設し、日本市場に参入した。国内輸送と天猫国際の越境EC向け倉庫となり、東京大阪は空輸、横浜神戸は海運向けの施設となり、独身の日に向けた配送スペースと在庫確保のために使用される。日本通運、招商局集団傘下のシノトランス、4PXエキスプレス（递四方速递）、日本航空と宏遠グループが共同で設立したJAL宏遠などと提携し通関業務の迅速化が図られる。

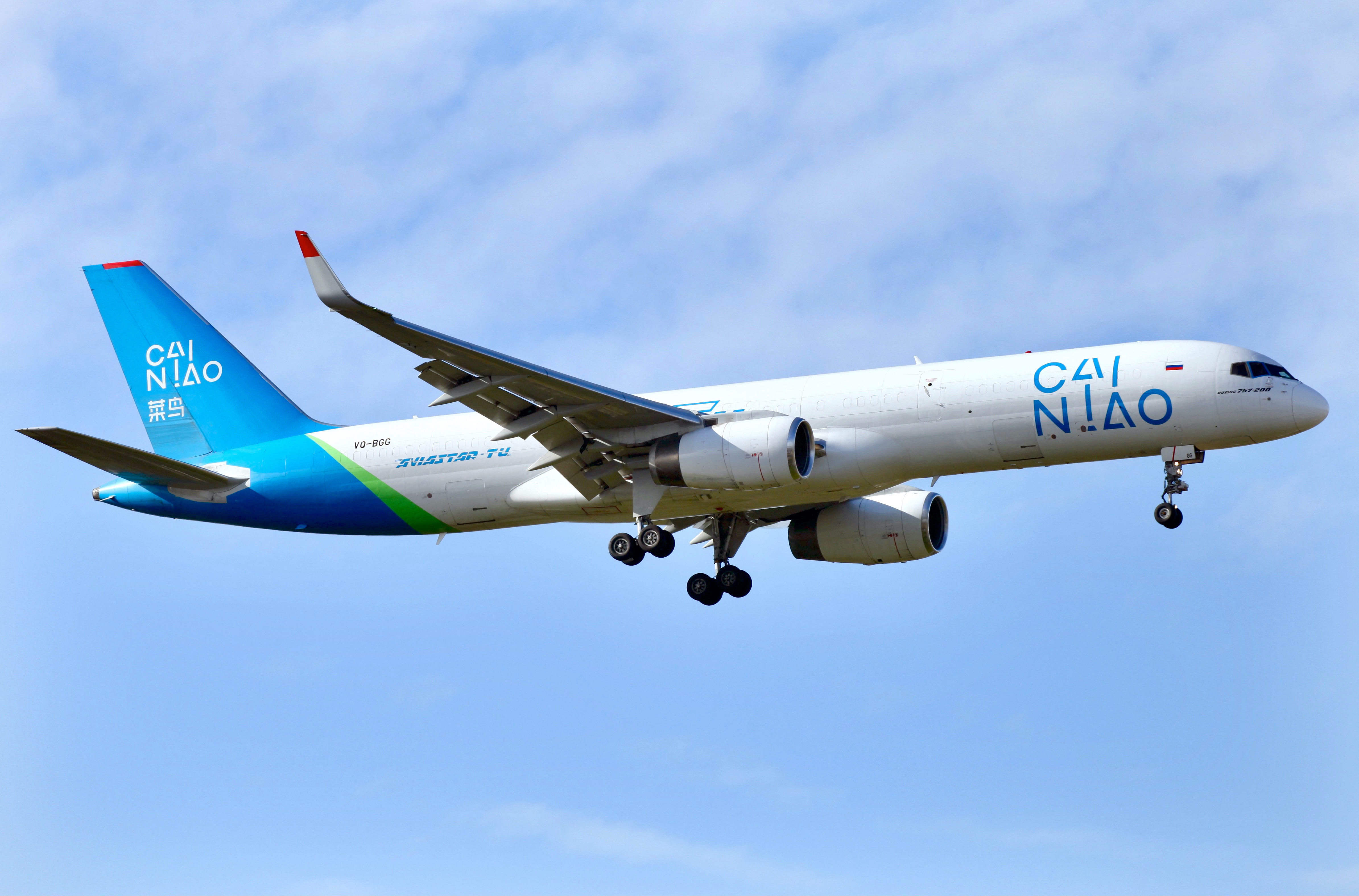
アヴィアスタル-TUが運行するツァイニャオ塗装のボーイング757貨物機

2021年1月13日、航空、海上コンテナでの輸送サービスを開始した。
2021年6月、SGホールディングス傘下企業となる「SGHグローバル・ジャパン」はツァイニャオとのパートナーシップを締結した。2021年時点で週6回、関西国際空港から中国との間で貨物輸送を行っているが、6月から東京江東区に建設された次世代大規模物流センターとなる「Xフロンティア」からの出荷事業も開始される。アジア圏に向けた越境ECに対する日本国内での新規参入企業並びに、ツァイニャオが掲げている国内24時間配送、国外72時間配送の目標を支援する。
2021年6月22日、アリババ傘下のラザダグループはツァイニャオと連携し、東京から東南アジア6か国に向けた越境EC向けの直行便を開始した。インドネシア、マレーシア、フィリピン、シンガポール、タイ、ベトナム向けとなり、現在よりも4日程度配送時間が短縮され最速9日で配達が完了するサービスとなる。ピックアップ対象は東京大阪やその近隣など首都圏地域のみとなっているが、今後、対象地域が拡大される。
2021年6月29日、中国－アフリカ間での小口貨物専用便が就航。香港とナイジェリアの首都ラゴスを週6便運航する。アフリカでも越境ECや貿易が急速な伸びを見せ始めており、2021年からアフリカ大陸自由貿易協定（AfCFTA）が開始されたことや、中国としてアフリカとは初となるFTA「中国・モーリシャス自由貿易協定」が発効したことも寄与している。ナイジェリア全域は既にカバーしており、年内にモロッコやエジプト、ケニアへも就航予定である。11月にはベルギーのリエージュ空港に物流拠点となる「EHUB」を開設し、欧州向けハブ空港としての運用を開始した。
2022年3月、カタール航空との提携を発表。カタールカーゴによる香港からブラジル、サンパウロ向け小口貨物専用の定期便が開設された。12月26日にはスイスの飲料大手であるネスレとの戦略的パートナーシップを締結し、蘇州市内に国内向けのスマートロジスティクスセンターの開所を発表した。今後、中国国内でのEコマース上の注文処理を全てこの新センターに移行する計画となる。